# (36055) 1999 RP31
(36055) 1999 RP31 est un astéroïde de la ceinture principale découvert en 1999.

## Description
(36055) 1999 RP31 a été découvert le 5 septembre 1999 à l'observatoire d'Ondřejov, situé près du village de Ondřejov, à environ 35 km au sud-est de Prague (République tchèque), par Lenka Šarounová.

### Caractéristiques orbitales
L'orbite de cet astéroïde est caractérisée par un demi-grand axe de 2,90 ua, un périhélie de 2,69 ua, une excentricité de 0,07 et une inclinaison de 1,95° par rapport à l'écliptique. Du fait de ces caractéristiques, à savoir un demi-grand axe compris entre 2 et 3,2 ua et un périhélie supérieur à 1,666 ua, il est classé, selon la JPL Small-Body Database, comme objet de la ceinture principale.

### Caractéristiques physiques
(36055) 1999 RP31 a une magnitude absolue (H) de 14,8 et un albédo estimé à 0,076.